# Плужна
Плужна (или Плужненско плато) е плато във външната структурна ивица на Средния Предбалкан, Велико Търново, разположено между долините на река Росица и десният ѝ приток Негованка, западно продължение на Търновските височини.
Платото Плужна се издига между долините на реките Росица на запад и северозапад, която го отделя от Деветашкото плато и Негованка (десен приток на Росица) на изток, която го отделя от Търновските височини. На юг в района на село Горско Калугерово чрез ниска седловина се свързва с Крушевския рид на Севлиевските височини. По северното му подножие преминава условната граница между Предбалкана и Дунавската равнина.
Дължината на платото от запад на изток е 11 – 12 км, а ширината му – 7 – 8 км. Най-високата точка е връх Плужна (447,4 м), разположен в южната му част. Средната надморска височина е 300 – 400 м и билото му е наклонено на север. На запад, северозапад и изток склоновете му се спускат стръмно към съседните речни долини. Изградено е от долнокредни варовици и пясъчници, остатък от северното бедро на Търновската антиклинала. В южната част и по склоновете са запазени редки благуново-церови гори, а големи площи са заети от обработваеми земи.
Във вътрешността на платото е разположено село Вишовград, а по склонове му – Бяла река, Горско Калугерово, Емен и Красно градище.
От юг на север, през средата на платото, на протежение от 12 км преминава участък от третокласен път № 405 от Държавната пътна мрежа Добромирка – Павликени – Свищов.
Преди и след село Емен река Негованка образува два красиви каньона между платото Плужна на запад и Търновските височини на изток.

## Топографска карта
- Лист от карта K-35-27. Мащаб: 1 : 100 000.